# Israel Rodríguez
Israel Calderon Rodríguez (ur. 27 sierpnia 1981 roku w Sewilli) – hiszpański siatkarz, 180-krotny reprezentant Hiszpanii, grający na pozycji przyjmującego. W sezonie 2015/2016 był zawodnikiem PGE Skry Bełchatów. 

## Sukcesy klubowe
Superpuchar Hiszpanii:
- 2006

Mistrzostwo Hiszpanii:
- 2005
- 2007, 2018, 2019

Puchar Hiszpanii:
- 2003, 2007

Liga Mistrzów:
- 2008

Wicemistrzostwo Włoch:
- 2008

Puchar Rumunii:
- 2014

Mistrzostwo Rumunii:
- 2014

Brązowy medalista Mistrzostw Turcji:
- 2015

Puchar Polski:
- 2016

Mistrzostwo Polski:
- 2016

## Sukcesy reprezentacyjne
Liga Europejska:
- 2007
- 2009

Mistrzostwa Europy:
- 2007

## Nagrody indywidualne
- 2005: Najlepszy atakujący Mistrzostw Europy
- 2007: Najlepszy przyjmujący Ligi Europejskiej